# Лучки (Андреапольский район)
Лучки — деревня в Андреапольском городском округе Тверской области.

## География
Находится в западной части Тверской области на расстоянии приблизительно 30 км на запад-северо-запад по прямой от города Андреаполь на левом берегу реки Торопа.

## История
В 1872 году здесь (деревня Холмского уезда Псковской губернии) было учтено 2 двора, в 1939 — 11. До 2019 года входила в Торопацкое сельское поселение Андреапольского района до их упразднения.

## Население
Численность населения: 11 человек (1872 год), 2 (русские 100 %) в 2002 году, 0 в 2010.